# Smilax extensa
Smilax extensa là một loài thực vật có hoa trong họ Smilacaceae. Loài này được Wall. ex Hook.f. miêu tả khoa học đầu tiên năm 1892.